# Живина
Живина или перад, је назив који се користи за птице које се гаје као домаће животиње. У живину спадају: кокошке, патке, пловке, гуске, ћурке и мисирке. Живина се чува због: приплода, меса, јаја и перја, мада постоје врсте које се чувају као украсне животиње или кућни љубимци. Ове птице су најчешће припадници надреда Galloanserae (перади), посебно реда Galliformes (који укључује кокошке, препелице и ћурке). Појам такође укључује птице које се убијају због меса, као што су млади голубови (познати под називом голупчићи), али не укључује сличне дивље птице које се лове за спорт или храну, које се називају дивљач. Реч „живина“ потиче од француске/норманске речи poule, која је и сама изведена од латинске речи pullus, што значи мала животиња.
Недавна геномска студија која укључује четири постојеће врсте џунгластих птица открива да се припитомљавање кокошки, најбројније врсте живине, догодило пре око 8.000 година у југоисточној Азији. Иако се веровало да се то догодило касније пре око 5.400 година у југоисточној Азији. Ово је првобитно могло бити резултат тога што су људи излегли и узгајали младе птице из јаја сакупљених из дивљине, али је касније укључивало трајно држање птица у заточеништву. Домаће кокошке су можда у почетку биле коришћене за борбе петлова, а препелице су држане зарад њихове песме, али се убрзо схватило колико је корисно имати извор хране који се узгаја у заточеништву. Селективни узгој за брз раст, способност полагања јаја, конформацију, перје и послушност одвијао се током векова, а модерне расе често изгледају веома другачије од својих дивљих предака. Иако се неке птице још увек држе у малим јатима у екстензивним системима, већина птица доступних на тржишту данас се узгаја у интензивним комерцијалним предузећима.
Заједно са свињским месом, живина је једна од две врсте меса које се најчешће једу на глобалном нивоу, са преко 70% понуде меса у 2012. години; живина пружа нутритивно корисну храну која садржи висококвалитетне протеине уз ниску пропорцију масти. Са свим живинским месом треба правилно руковати и довољно га кувати како би се смањио ризик од тровања храном. За полувегетаријанце који једу живину као једини извор меса се каже да се придржавају полатаризма.
Реч „poultry” долази од западног и енглеског „pultrie”, од старофранцуског pouletrie, од pouletier, продавац живине, од poulet, пиле. Сама реч „pullet” долази од средњег енглеског pulet, од старофранцуског polet, обе од латинског pullus, млада живина, млада животиња или пилетина. Реч „fowl“ је германског порекла (уп. староенглески Fugol, немачки ВVogelогел, дански Fugl).

## Дефиниција
„Живина“ је израз који се користи за било коју врсту припитомљених птица, узгајаних у заточеништву због своје корисности, а традиционално се ова реч користила да се односи на дивље птице (Galliformes) и водене птице (Anseriformes), али не и на птице у кавезу као што су птице певачице и папагаји. „Живина“ се може дефинисати као домаће живине, укључујући кокошке, ћурке, гуске и патке, које се узгајају за производњу меса или јаја, а реч се такође користи за месо ових птица које се користе као храна.
Енциклопедија Британика наводи исте групе птица, али такође укључује бисерке и голупчиће (младе голубове). У Р. Д. Кравфордовом раду Узгој и генетика живине, голупчићи су изостављени, али су јапанске препелице и обични фазани додати на листу, а потоњи се често узгајају у заточеништву и пуштају у дивљину. У својој класичној књизи из 1848. о живини, Украсна и домаћа живина: њихова историја и управљање, Едмунд Диксон је укључио поглавља о пауну, морки, лабуду грбцу, ћуркама, разним врстама гусака, мошусној патки, другим паткама и свим врстама кокошке укључујући бантаме.
У колоквијалном говору, израз „перад“ се често користи скоро као синоним за „домаће пиле“ (Gallus gallus), или за „живину“ или чак само „птицу“, а многи језици се не прави разлика између „живине“ и „перади“. Обе речи се такође користе за месо ових птица. Живина се обично не поистовећује са „дивљачи”, која описује дивље птице или сисаре који се лове за храну или спорт, и реч која се такође користи да се опише њихово месо када се једе.